# Liogenys flavicollis
Liogenys flavicollis är en skalbaggsart som beskrevs av Frey 1964. Liogenys flavicollis ingår i släktet Liogenys och familjen Melolonthidae. Inga underarter finns listade i Catalogue of Life.